# Lyriden
Die Lyriden (auch April-Lyriden) sind ein jeden Frühling auftretender Meteorstrom, der schon seit einigen Jahrhunderten vor unserer Zeitrechnung bekannt ist. Der Name leitet sich vom Sternbild Leier ab (lateinisch lyra, altgriechisch λύρα)‚ dem antiken Zupfinstrument Lyra.
Wie bei allen anderen Sternschnuppenschwärmen ist die beste Beobachtungszeit der Lyriden am Morgenhimmel, doch sind einzelne Sternschnuppen wegen des schon hoch über dem Horizont stehenden Radianten auch schon ab Mitternacht zu sehen.

## Radiant und Phänomenologie
Der Radiant der vom 14. bis 30. April aktiven Lyriden befindet sich im südwestlichen Bereich des Sternbildes Leier, etwa 10° rechts unterhalb des hellweißen Hauptsterns Wega. Am Tage des sehr spitzen Maximums (22. April) kommen die Lyriden scheinbar aus einem Punkt mit der Rektaszension von 18h 04m und der Deklination von +34°. Der 5° durchmessende Radiant verlagert sich täglich um 1,1° in östlicher Richtung -- in dem Maß, um das die Bahn des Herkunftskometen gekrümmt ist.
Die maximale Zahl der relativ rasch fliegenden Sternschnuppen (Zenithal Hourly Rate, ZHR) beträgt am 22. April etwa 18 pro Stunde, wird aber in Mitteleuropa kaum erreicht.

## Geschichte
Die erste aufgezeichnete Beobachtung der Lyriden stammt aus dem Jahr 687 v. Chr. aus dem chinesischen Geschichtswerk Zuozhuan. Chinesische Beobachter berichteten, dass Sterne wie Regen vom Himmel fielen.
Heutzutage liegt die ZHR der Lyriden bei 18 Meteoren pro Stunde, jedoch treten unregelmäßige Aktivitätserhöhungen auf. Bei der letzten Aktivitätserhöhung im Jahre 1982 wurden 90 Meteore pro Stunde beobachtet. Für wenige Minuten wurden Raten zwischen 180 und 300 Meteoren pro Stunde registriert. Ein weiterer nennenswerter Ausbruch stammt aus dem Jahr 1922, als 100 Meteore pro Stunde gesichtet wurden.
Der Mutterkörper ist der Komet C/1861 G1 (Thatcher), der 415 Jahre für einen Sonnenumlauf benötigt.
Über die Jahrzehnte scheint sich der Radiant etwas zu verlagern, wahrscheinlich als Folge von Störungen der Kometenbahn. Cuno Hoffmeister (Sternwarte Sonneberg) bestimmte den Radianten um 1940 an der Stelle 18:12 / +35°.
Einen anderen Herkunftskometen (C/1983 H1) haben hingegen die schwachen Eta-Lyriden, die zwei Wochen später aus einem 10° östlicher liegenden Radianten herkommen.

## Lyriden in der Poesie
Peter Rühmkorf füllte einen ganzen Zettelkasten mit kleinen Einfällen, Sätzen und Neologismen, die er 1988 Lyriden nannte:

„Gestern den Begriff ‚Lyriden‘ in meine einfallskundlichen Betrachtungen eingeführt – Sternschnuppen aus dem Bild der Lyra, die sich der Vergesellschaftung im lyrischen Gedicht entgegensehnen.“